# Kleb Basket Ferrara
El Kleb Basket Ferrara, conocido también por motivos de patrocinio como Feli Pharma Ferrara, fue un equipo de baloncesto italiano con sede en la ciudad de Ferrara, Emilia-Romaña. Competía en la Serie A2 Este, la segunda división del baloncesto en Italia hasta marzo de 2023, cuando se vio obligado a retirarse de la competición por problemas económicos. Disputaba sus partidos en el Pala Hilton Pharma, con capacidad para 3.500 espectadores.

## Nombres
- Mobyt Ferrara

(2011-2015)
- Bondi Ferrara

(2015-)

## Posiciones en Liga
| Temporada | Nivel | Liga            | Pos. | J     | PL  | Resultado        |
| --------- | ----- | --------------- | ---- | ----- | --- | ---------------- |
| 2011-12   | 4     | DNB             | 1    | 25-5  | 6-2 | Ascenso          |
| 2012-13   | 3     | DNA             | 12   | 16-18 |     |                  |
| 2013-14   | 3     | DNA Silver      | 5    | 17-11 | 4-5 | Semifinais       |
| 2014-15   | 2     | Serie A2 Silver | 2    | 20-10 | 1-2 | Octavos de final |
| 2015-16   | 2     | Serie A2        | 11   | 14-16 |     |                  |
| 2016-17   | 2     | Serie A2        | 12   | 12-18 |     |                  |
| 2017-18   | 2     | Serie A2        | 7    | 17-13 | 3-5 | Cuartos de final |

fuente:eurobasket.com

## Palmarés
- Campeón de los Play-Offs Nazionale B Grupo B (2012)
- Subcampeón de la LNP Silver (2015)

## Jugadores destacados
| - Michele Benfatto - Michele Ferri - Simone Cortesi - Kenny Hasbrouck - Troy Huff |  | - Milton Jennings - Julius Mays - / Matías Ibarra - / David Brkic - / Ryan Bucci |